# Tell Me Goodbye
Tell Me Goodbye è un brano musicale della boy band sudcoreana Big Bang, pubblicata come secondo singolo estratto dall'album Big Bang 2 il 9 giugno 2010. Il brano è cantato in lingua giapponese ed è riuscito ad arrivare alla quinta posizione della classifica Oricon, vendendo 46 449 copie.

## Tracce
CD singolo
1. Tell Me Goodbye - 4:05
2. Hands Up - 3:56
3. Tell Me Goodbye (Remix) - 4:51

Durata totale: 12:52

## Classifiche
| Classifica (2010)     | Posizione più alta |
| --------------------- | ------------------ |
| Oricon weekly singles | 5                  |